# Ładna
Ładna is een plaats in het Poolse district Tarnowski, woiwodschap Klein-Polen. De plaats maakt deel uit van de gemeente Skrzyszów en telt 1300 inwoners.